# Hans-Hermann Langguth
Hans-Hermann Langguth (* 9. November 1965 in Eisfeld) ist ehemaliger stellvertretender Regierungssprecher, Journalist und PR-Experte.

## Leben
Langguth besuchte seit 1972 die Polytechnische Oberschule „Artur Becker“ Eisfeld.  1980 wechselte er auf die Erweiterte Oberschule „Geschwister Scholl“ in Hildburghausen, an der er 1984 sein Abitur machte. Von 1984 bis 1987 war er Wehrdienstleistender in der NVA in Prora und Döbern.
1987 begann Langguth sein Volontariat bei der Suhler Bezirkszeitung Freies Wort. Nach der Wende in der DDR wurde er 1990 Lokalchef in der Kreisredaktion Hildburghausen. 1991 war er bereits stellvertretender Chefredakteur (Schwerpunkt Landes- und Bundespolitik). Parallel absolvierte Langguth von 1990 bis 1998 das Fernstudium Journalismus an der Universität Leipzig, mit Abschluss Diplom-Journalist; Thema der Diplomarbeit: „Die Einflussnahme des Ministeriums für Staatssicherheit auf die SED-Bezirkszeitungen am Beispiel des Freien Worts Suhl“. (Diplom in Sozialwissenschaften 1998. )
Im Oktober 1999 ging Langguth als Sprecher des Bundesvorstands von Bündnis 90/Die Grünen nach Berlin. Ab 2000 war er (zusätzlich) Leiter der Abteilung Medien und Öffentlichkeitsarbeit beim Bundesvorstand und ab 2002 (zusätzlich) Sprecher des Wahlkampf-Spitzenteams von Bündnis 90/Die Grünen.
Im Oktober 2002 wurde er stellvertretender Sprecher der Bundesregierung (unter Gerhard Schröder) und erster stellvertretender Leiter des Presse- und Informationsamtes der Bundesregierung (BPA). Aufgrund des Regierungswechsel endete diese Tätigkeit 2005.
Ende 2007 wurde Langguth geschäftsführender Mitgesellschafter der Werbeagentur Zum goldenen Hirschen und Leiter der Abteilung „Campaigning“. Bis 2018 war er zunächst Co-Geschäftsführer und ab 2015 alleiniger Geschäftsführer. Anschließend übernahm er als Co-CEO mit Philipp Keller die Geschäftsführung der Agentur als Dachgesellschaft aller gleichnamigen Agenturen in Deutschland und Österreich. 2024 wurde er zum Co-Geschäftsführer der übergeordneten „Hirschen Group“ an der Seite der beiden Gründer Bernd Heusinger und Marcel Loko berufen.

## Lehre
- Lehrauftrag an der Universität Ilmenau (1996–1998)
- Lehrauftrag an der Universität Leipzig (1999–2001)

## Veröffentlichungen (Auswahl)
- Langguth, Hans-H. (2006): Der politische Komplex zwischen Allmacht und Ohnmacht In: Köhler, Miriam Melanie; Schuster, Christian H. (2006): Handbuch: Regierungs-PR, VS Verlag Sozialwissenschaften, ISBN 3-531-15192-4, Abstract des Beitrags auf www.regierungs-pr.de (PDF; 836 kB)
- Langguth, Hans-H. (unveröffentlicht): Die kontrollierten KontrolleureAnkündigung, Reihe: Medienwandel in Ostdeutschland, Bd. 2, ISBN 3-8258-5190-7
- Langguth, Hans-H.; Rauer, Friedrich (1999): Redaktionsgespräch: Sind wir dafür oder dagegen? in: message 1999/I
- SZ-Autor: https://www.zeit.de/autoren/L/Hans-Hermann_Langguth/index

| Personendaten    | Personendaten                                       |
| ---------------- | --------------------------------------------------- |
| NAME             | Langguth, Hans-Hermann                              |
| KURZBESCHREIBUNG | deutscher Journalist, ehemaliger Regierungssprecher |
| GEBURTSDATUM     | 9. November 1965                                    |
| GEBURTSORT       | Eisfeld, DDR                                        |